# Astridia speciosa
Astridia speciosa är en isörtsväxtart som beskrevs av L. Bol. Astridia speciosa ingår i släktet Astridia och familjen isörtsväxter. Inga underarter finns listade i Catalogue of Life.